# Catatemnus nicobarensis
Catatemnus nicobarensis är en spindeldjursart som först beskrevs av With 1906.  Catatemnus nicobarensis ingår i släktet Catatemnus och familjen Atemnidae. Inga underarter finns listade i Catalogue of Life.